# Robert Raudnitz
Robert Wolf Raudnitz (* 25. August 1856 in Prag; † 22. November 1921 ebenda) war ein österreichischer Pädiater.

## Leben
Angezogen von dem Anatomen Wilhelm Henke, studierte Raudnitz an der Eberhard Karls Universität Tübingen zwei Semester Vorklinik. Das restliche Studium absolvierte er an der heimatlichen Karls-Universität. Bei Siegmund Mayer am neuen histologischen Institut war er Demonstrator. Als Student schloss er lebenslange Freundschaft mit Heinrich Teweles, Emil Kuh und Gabriel Anton. Die Vorlesungen von Gottfried Ritter von Rittershain gewannen ihn für das neue Fach der Pädiatrie. 1881 zum Dr. med. promoviert, ging  er als Assistent zu Alois Epstein an die (pädiatrische) Klinik der Landesfindelanstalt. Nach knapp zwei Jahren wechselte er an die Landwirtschaftliche Hochschule Berlin und die Ludwig-Maximilians-Universität München. Bei Nathan Zuntz und Carl von Voit widmete er sich groß angelegten experimentellen Untersuchungen zur thermischen Hirnrinde beim Neugeborenen und Säugling. Für Albert Eulenburgs Real-Encyclopädie der gesammten Heilkunde schrieb er einen Beitrag über das Findelwesen. Bei Franz von Soxhlet in Chemie ausgebildet, ging er in die von Adalbert Czerny inaugurierte Richtung der Pädiatrie. Nach Prag zurückgekehrt, habilitierte er sich 1887 für Kinderheilkunde. An der Poliklinik richtete er ein Säuglingsambulatorium ein. 1893 folgte ein Kinderambulatorium. Wissenschaftlich befasste er sich vor allem mit der Chemie der Milch. 1887 gründete er das Zentralblatt für  Kinderheilkunde, dessen Redaktion er nach einem Jahr aufgab. 1906 erhielt er in Prag ein (unbesoldetes) Extraordinariat. Als sprunghaftem Feuerkopf blieb ihm ein Lehrstuhl (Graz, Innsbruck) verwehrt. Er stellte sich gegen die Naturheilkunde und propagierte die Impfung. In seinen letzten Jahren wendete er sich der Philosophie und der Politik zu. Von „strammer deutscher Gesinnung“, saß er eine Zeitlang in der Prager Stadtvertretung. „Auch unter den nationalen Gegnern fand sein reines Streben nach  Wahrheit und Menschlichkeit volle Anerkennung.“ Verheiratet war Raudnitz mit einer Tochter von Adalbert Svoboda, der Peter Rosegger entdeckt hatte. Aus der Ehe ging eine Tochter hervor.